# Moulins de Cesena
Les moulins de Cesena  en province de Forlì-Cesena (Émilie-Romagne), sont des moulins à eau qui appartenaient à la Compagnia dei Molini di Cesena pour la mouture du blé étaient au nombre de quatre : moulin du Palazzo, de Serravalle, de Mezzo et del Pino. Une convention entre le propriétaire et la commune de Cesena est datée du 11 février 1381 et un acte du conseil communal est daté du 5 mars 1393. Les moulins étaient placés hors des murs du centre historique de Cesena.
Entre 1418 et 1460, les quatre moulins passent aux mains des Malatesta et principalement celles de Novello qui en assuma l’entretien.

## Gestion des moulins
La Compagine des moulins de Cesena fonctionna de 1475 à 1919 puis changea de raison sociale et d’activité pour devenir la Société électrique romagnole avec siège à Bologne, après demande au Ministère des travaux publics du 2 novembre 1922 , pour l’utilisation du canal et la transformation des moulins à grain en centrales électriques.

## Constitution
Les moulins fonctionnaient avec une simple roue à aubes à deux ou quatre pales, montée sur axe vertical. Les pales en forme de cuillère étaient d’une seule pièce taillée dans du bois de chêne et montées sur un axe vertical en bois d’orme.

Avec le développement de l’industrie au XIXe siècle, les roues de bois furent progressivement remplacées par des turbines métalliques à axe horizontal et utilisées pour la fabrication d’électricité. Les barrages de bois furent également remplacés par de la pierre.

## Le canal des moulins
Domenico Malatesta Novello fit ériger le barrage de Cento sur le fleuve Savio à 6 km en amont de la Porta San Martino pour canaliser les eaux d’alimentation des moulins dans un canal parallèle au fleuve (le canale dei molini en italien), entre celui-ci et la route de Roversano. À l'époque la falaise au droit de la centrale de Brenzaglia bordait le lit du fleuve; ce qui nécessita l'excavation d'une partie de celle-ci.

À la suite de différentes crues du fleuve, ce barrage de bois fut reconstruit en pierre entre 1563 et 1617.

Le canal qui alimentait les différents moulins, arrivait vers la cité de Cesena à la porta dei Molini, passait sous le pont Saffi (devant la porta Fiume), longeait une partie des murs pour terminer sa course dans le  torrent Cesuola  aux pieds du moulin de Serravalle.

Aujourd'hui il ne reste que le tronçon qui coupe l'anse du Savio, après le barrage de Cento, et qui rejoint la centrale ENEL de Brenzaglia, pour se jeter tout de suite après dans le Savio. La partie du canal qui desservait les moulins de la cité a été comblée et remplacée par l'élargissement de la route de Roversano.

## Moulin del Pino
En 1435, à la suite d'une érosion provoquée par le fleuve Savio, le moulin del Pino disparut et fut remplacé plus tard par le moulin de Cento à 6 km au sud de la porta San Martino.

## Moulin du Palazzo
Le molino Palazzo Malatesta, situé entre le Ponte Vecchio et la Porta San Martino, était alimenté par le canale dei molini qui prenait ses eaux très en amont du fleuve Savio au barrage de Cento, puis après avoir desservi le moulin Palazzo, longeait les fossés le long des murs pour aller se jeter dans le torrent Cesuola au moulin de Serravalle.

Le moulin, aujourd’hui disparu, a fait l’objet de fouilles qui ont permis la mise au jour des infrastructures de brique qui supportaient les turbines et les canaux d’évacuation des eaux. Ces fouilles ont été permises grâce à l’action des Verts qui ont fait arrêter la construction d’un édifice sur le site du moulin, confirmé par un décret du tribunal de Forli en date du 03/07/2008.

## Moulin de Mezzo
Appelé aussi la Gualchiera, le moulin reçut une turbine à grande vitesse pour la fabrication d’énergie électrique vers le milieu du XIXe siècle.

## Moulin de Serravalle

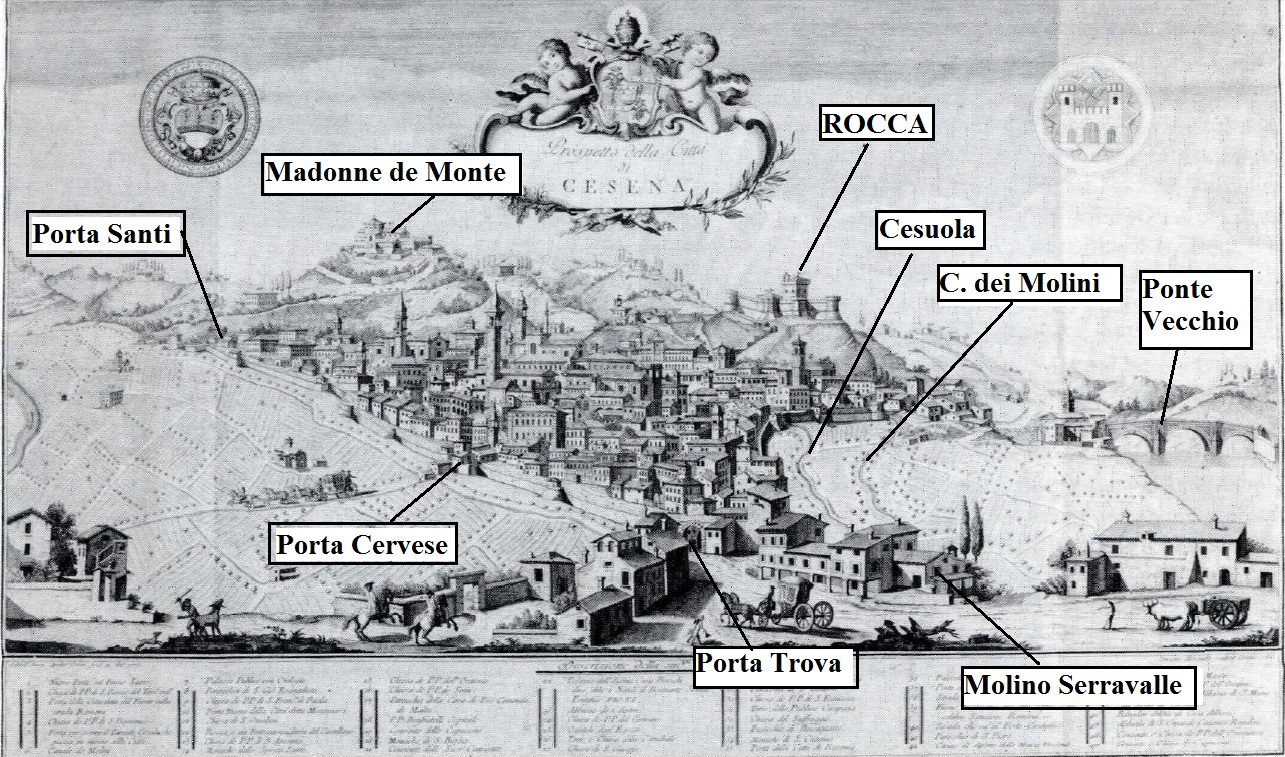
Gravure de Cesena en 1775, portes et moulin de Serravalle avec ses canaux d’alimentation

Situé entre la Porta Trova et le fleuve Savio, le moulin est alimenté conjointement par les eaux du canal des moulins (depuis le barrage de Cento et d’un débit plus constant) et celles du torrent Cesuola (régime torrentiel irrégulier) qui traverse le centre historique de Cesena.

À partir de 1918 et après échange des turbines, le moulin servit à la production électrique jusqu’au environ de 1930, quand le torrent Cesuola fut dévié du centre-ville pour raison de salubrité et son lit comblé. Le bâtiment du moulin existe encore aujourd’hui (juin 2012) sous forme de vieille bâtisse abandonnée.

## Moulin de Cento
Construit vers le milieu du XVIe siècle sur le barrage du même nom, il remplaça pour la Compagnia dei Molini di Cesena le moulin del Pino disparu en 1435. Après consolidation du barrage, le 28 juin 1684, une violente crue du Savio eut raison du moulin de Cento et autres moulins.

Après restauration, le moulin servit à la production électrique jusqu’en 1920 puis cessa toute activité jusqu’en 1992 où il fut vendu et transformé en auberge : Osteria degli Usignoli 

## Centrale ENEL Brenzaglia
la centrale électrique de Brenzaglia construite en aval du barrage de Cento et alimentée par un canal qui prend les eaux du Savio, entre en fonction en 1924 pour la Société électrique romagnole. Bien que d’une productivité réduite, la centrale est toujours en fonction et se trouve maintenant enserrée dans le parc naturel du fleuve Savio.

## Galerie d'images

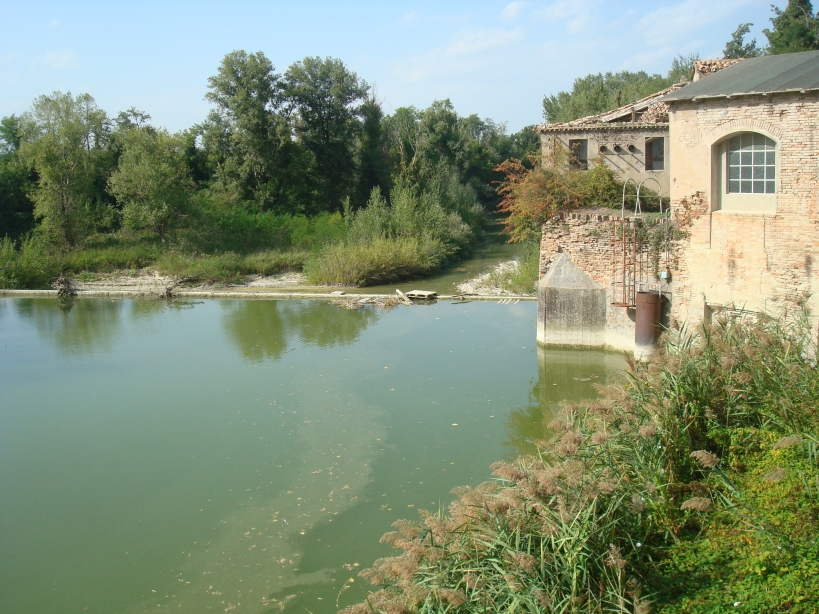
Barrage et moulin de Cento
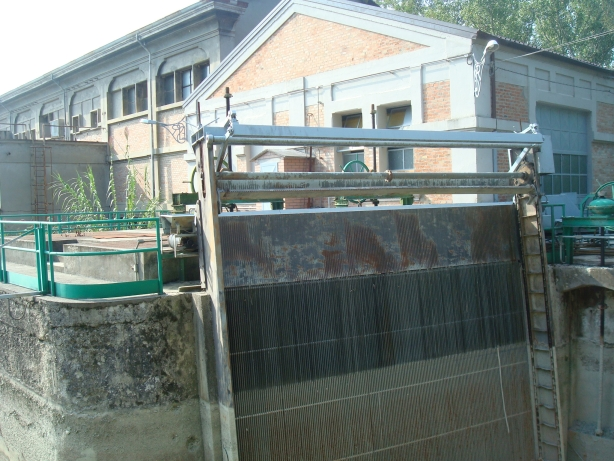
Centrale de Brenziglia
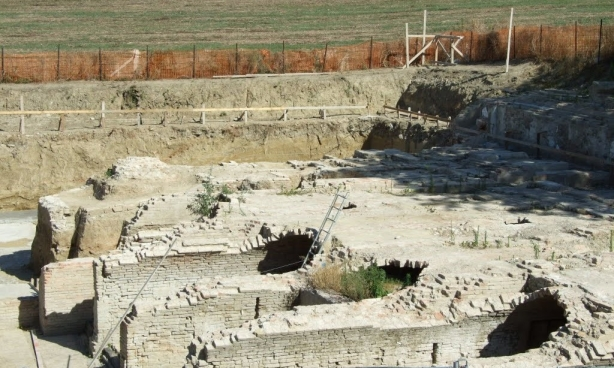
Ruines du moulin Palazzo
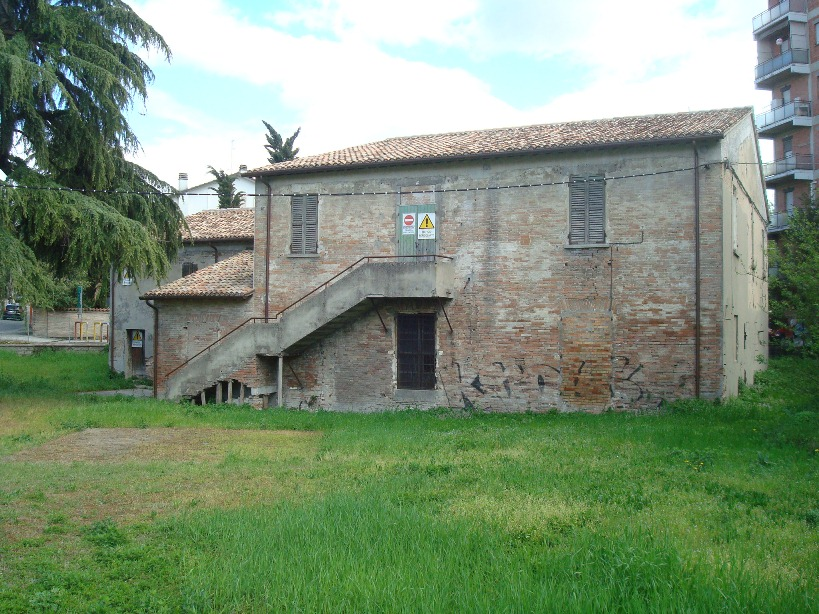
Moulin de Serravalle